# Обухівщина (Молодечненський район, Холхлівська сільська рада)
Обухівщина (біл. вёска Абухаўшчына) — село в складі Молодечненського району Мінської області, Білорусь. Село підпорядковане Холхлівській сільській раді, розташоване в західній частині області.